# 撫牛子駅
撫牛子駅（ないじょうしえき）は、青森県弘前市大字撫牛子にある、東日本旅客鉄道（JR東日本）奥羽本線の駅である。難読駅名として知られる。
川部駅から乗り入れる五能線の列車も停車する。

## 歴史
- 1935年（昭和10年）4月15日：国鉄の駅として中津軽郡和徳村に開業[2][3]。
- 1971年（昭和46年）10月1日：荷物の扱いを廃止[4]。無人化[5][6]。
- 1987年（昭和62年）4月1日：国鉄分割民営化により、JR東日本の駅となる[3]。
- 2023年（令和5年）5月27日：ICカード「Suica」の利用が可能となる[7][8]。
- 2024年（令和6年）10月1日：えきねっとQチケのサービスを開始[1][9]。

## 駅構造
相対式ホーム2面2線を持つ地上駅である。互いのホームは跨線橋で連絡している。
弘前駅管理の無人駅である。簡易Suica改札機と乗車駅証明書発行機が設置されている。

### のりば
| 番線 | 路線      | 方向 | 行先           |
| ---- | --------- | ---- | -------------- |
| 1    | ■奥羽本線 | 下り | 川部・青森方面 |
| 1    | ■五能線   | 上り | 深浦方面       |
| 2    | ■奥羽本線 | 上り | 弘前・大館方面 |
| 2    | ■五能線   | 下り | 弘前方面       |

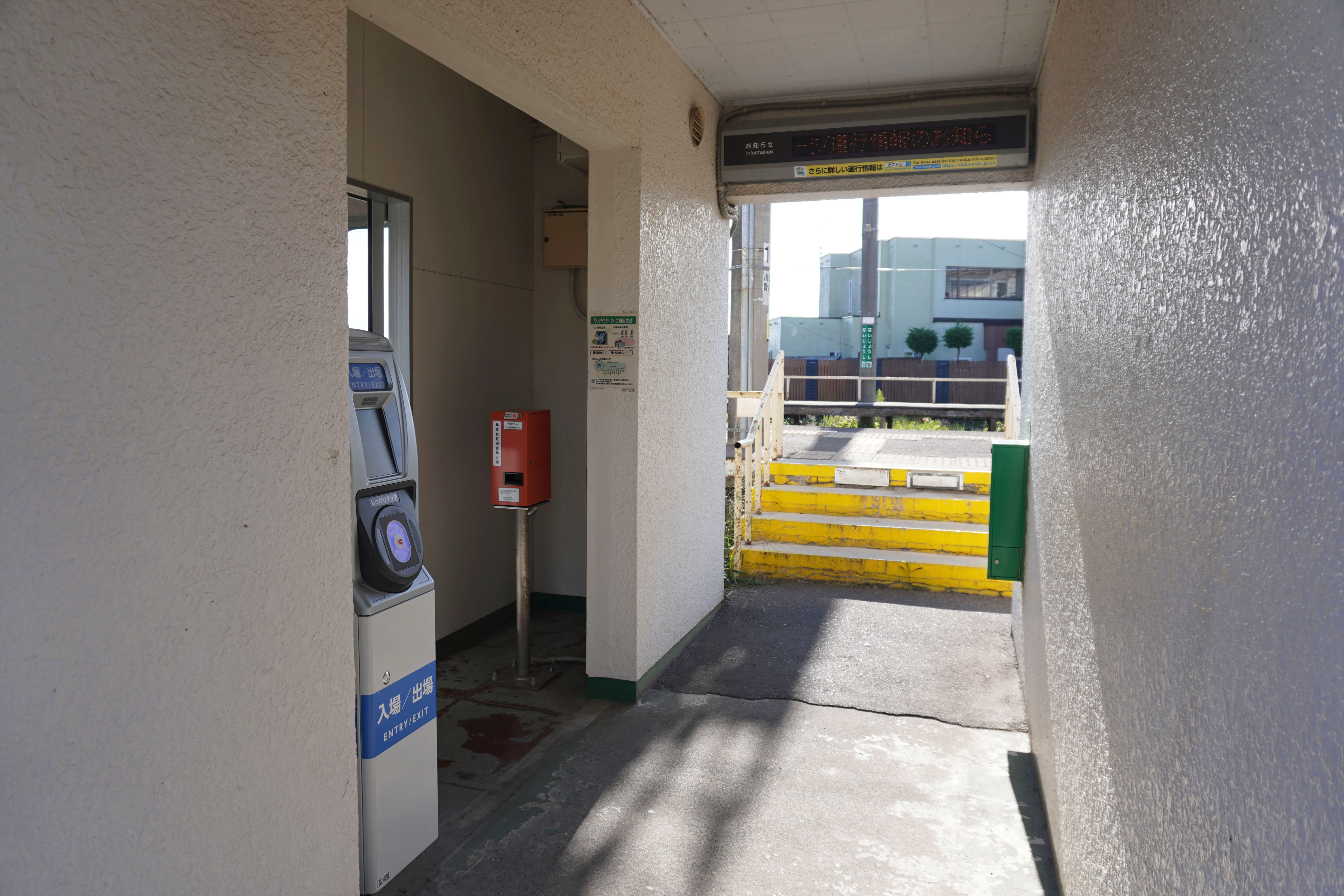
簡易Suica改札機（2024年9月）
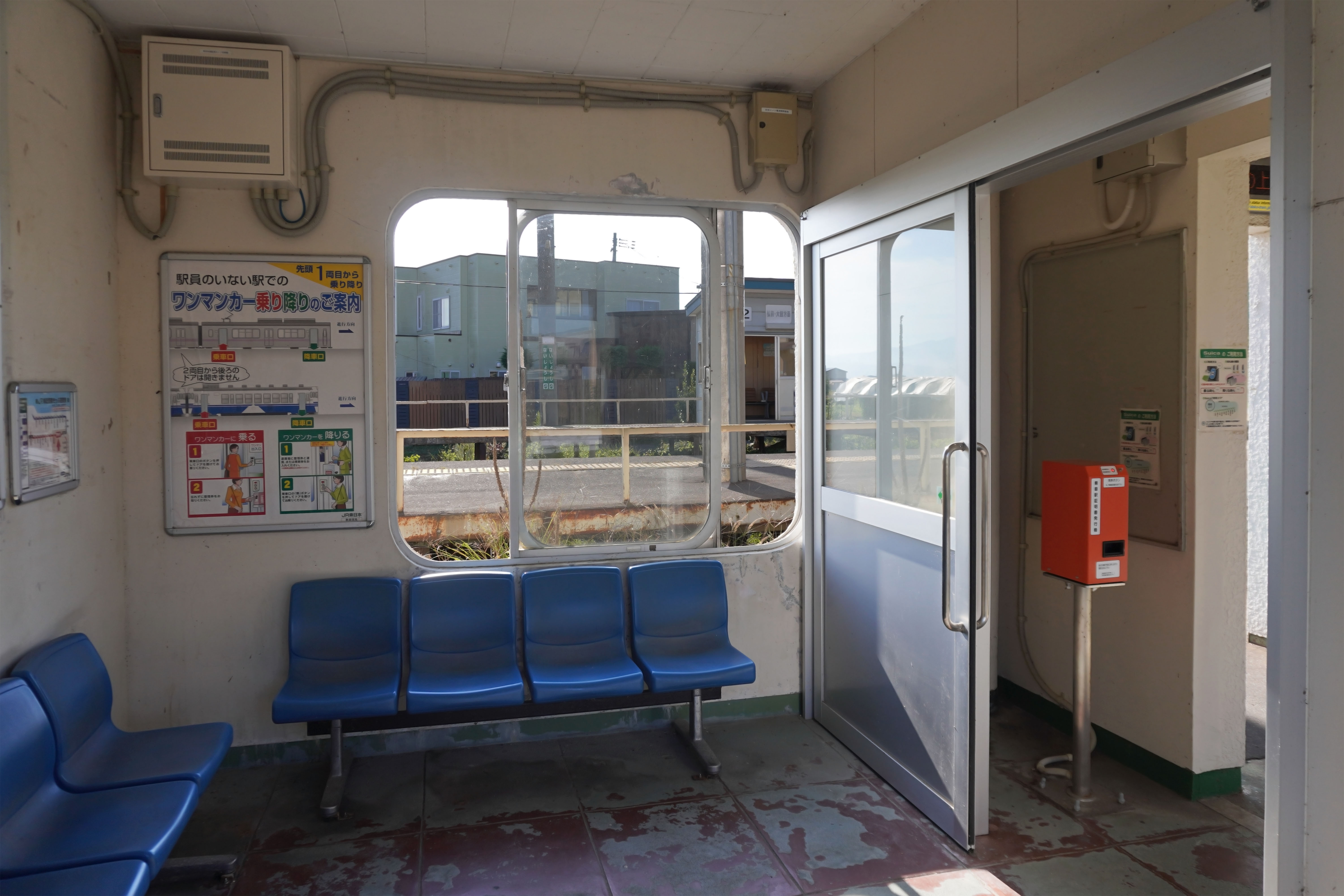
駅舎内（2024年9月）
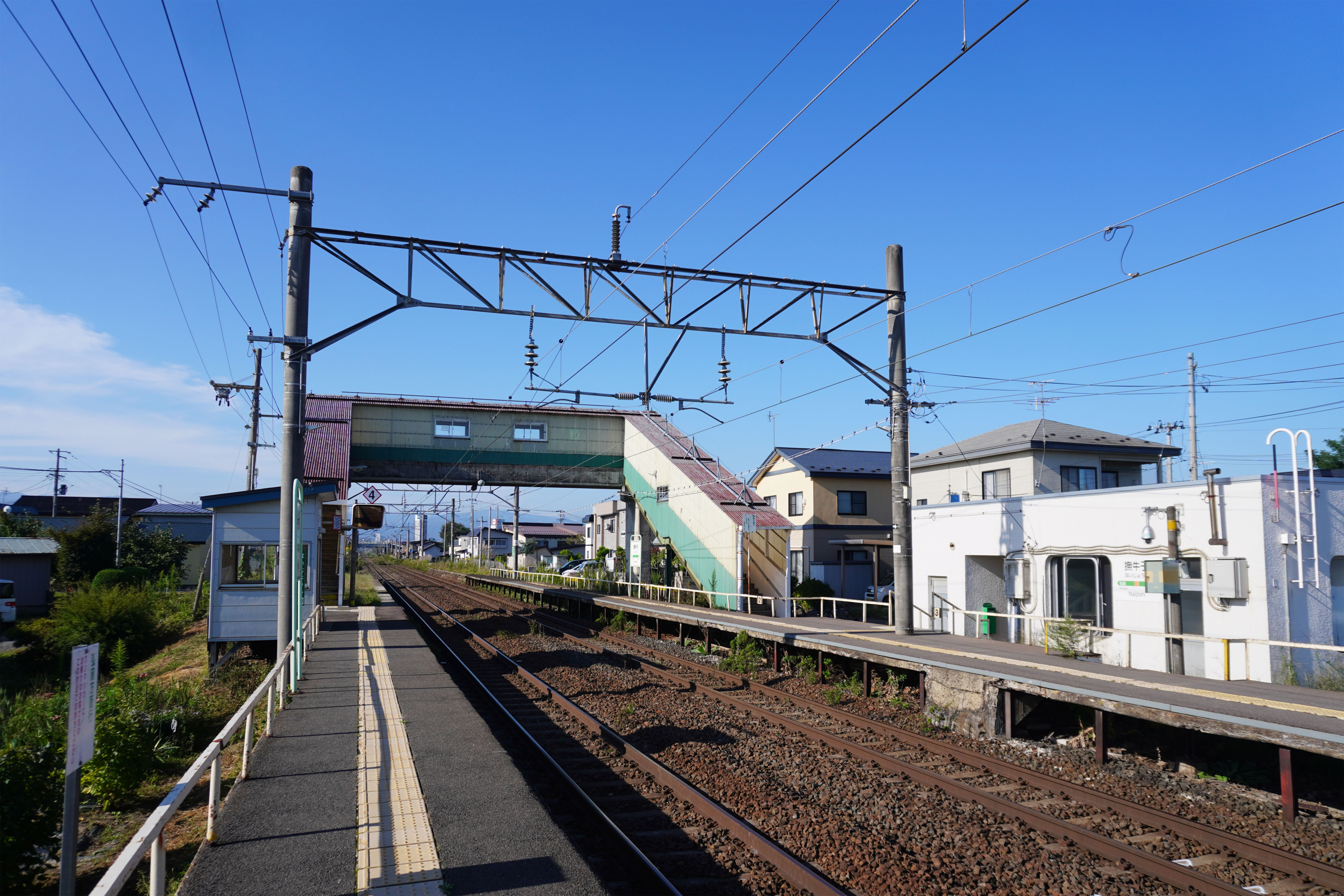
ホーム（2024年9月）

## 駅周辺
- 1997年（平成9年）7月までは陸奥製菓工場があったが、同年7月7日に倒産した[11]ため、その陸奥製菓工場跡地に建てられたのが新興住宅街である。[要出典]
- 境関温泉（青森県道128号松木平撫牛子停車場線沿い）
- 弘南バス「撫牛子」停留所（青森県道260号石川百田線沿い）

## その他
- かつては普通列車でも当駅を通過する列車があった一方で、2014年（平成26年）3月14日まで快速「深浦」が停車していた。2018年（平成30年）3月17日から運行開始した五能線上り快速列車が停車する。
- 1971年（昭和46年）10月1日の駅無人化までは駅舎内に売店もあった[5]。

## 隣の駅
東日本旅客鉄道（JR東日本）
■奥羽本線
□快速
通過
■普通
弘前駅 - 撫牛子駅 - 川部駅
■五能線（川部駅 - 弘前駅間奥羽本線）
□快速（上りのみ）・■普通
川部駅 - 撫牛子駅 - 弘前駅